# .sn
.sn — национальный домен верхнего уровня для Сенегала.